# Lista de primeiros-ministros de Antígua e Barbuda
Esta é uma lista de primeiros-ministros de Antígua e Barbuda.

## Primeiros-ministros de Antígua e Barbuda
| Incumbente                                               | Incumbente                                      | Incumbente                                      | Mandato                                         | Mandato                                         | Partido                                         | Monarca                                         |
| Incumbente                                               | Incumbente                                      | Incumbente                                      | Início                                          | Fim                                             | Partido                                         | Monarca                                         |
| Ministro-chefe de Antígua e Barbuda (1960-1967)          | Ministro-chefe de Antígua e Barbuda (1960-1967) | Ministro-chefe de Antígua e Barbuda (1960-1967) | Ministro-chefe de Antígua e Barbuda (1960-1967) | Ministro-chefe de Antígua e Barbuda (1960-1967) | Ministro-chefe de Antígua e Barbuda (1960-1967) | Ministro-chefe de Antígua e Barbuda (1960-1967) |
| -------------------------------------------------------- | ----------------------------------------------- | ----------------------------------------------- | ----------------------------------------------- | ----------------------------------------------- | ----------------------------------------------- | ----------------------------------------------- |
| 1                                                        |                                                 | Vere Bird                                       | 1 de janeiro de 1960                            | 27 de fevereiro de 1967                         | Trabalhista                                     | Isabel II                                       |
| Premiês de Antígua e Barbuda (1967-1981)                 |                                                 |                                                 |                                                 |                                                 |                                                 |                                                 |
| 1                                                        |                                                 | Vere Bird                                       | 27 de fevereiro de 1967                         | 14 de fevereiro de 1971                         | Trabalhista                                     | Isabel II                                       |
| 2                                                        |                                                 | George Walter                                   | 14 de fevereiro de 1971                         | 1 de fevereiro de 1976                          | Movimento Trabalhista Progresista               | Isabel II                                       |
| (1)                                                      |                                                 | Vere Bird                                       | 1 de fevereiro de 1976                          | 1 de novembro de 1981                           | Trabalhista                                     | Isabel II                                       |
| Primeiros-ministros de Antígua e Barbuda (1981-presente) |                                                 |                                                 |                                                 |                                                 |                                                 |                                                 |
| 1                                                        |                                                 | Vere Bird                                       | 1 de novembro de 1981                           | 9 de março de 1994                              | Trabalhista                                     | Isabel II                                       |
| 2                                                        |                                                 | Lester Bird                                     | 9 de março de 1994                              | 24 de agosto de 2004                            | Trabalhista                                     | Isabel II                                       |
| 3                                                        |                                                 | Baldwin Spencer                                 | 24 de agosto de 2004                            | 13 de junho de 2014                             | Progressista Unido                              | Isabel II                                       |
| 4                                                        |                                                 | Gaston Browne                                   | 13 de junho de 2014                             | Presente                                        | Trabalhista                                     | Isabel II                                       |